# Rotunda (góra)

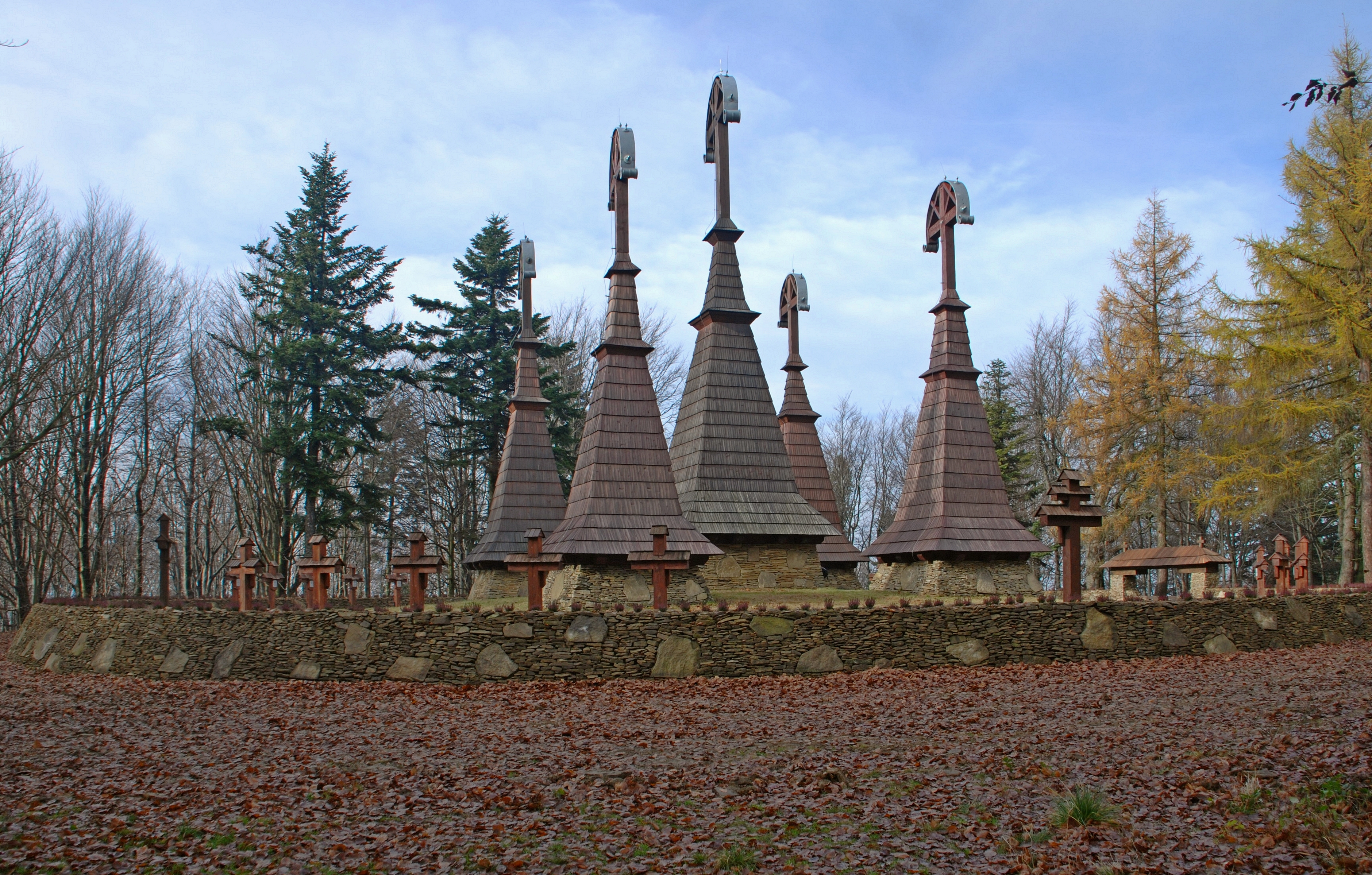
Cmentarz wojenny nr 51 na Rotundzie

Rotunda (771 m n.p.m.) – szczyt górski w Beskidzie Niskim.
Leży w bocznym ramieniu, które w szczycie Jaworzyny Konieczniańskiej odgałęzia się od głównego grzbietu Karpat w kierunku północnym i przez szczyty Dział (712 m n.p.m.) i właśnie Rotundę opada w widły Zdyni i Regetówki nad Smerekowcem. Ma formę dość kształtnej kopy (stąd nazwa „rotunda”), nieco wyciągniętej tylko w kierunku północno-wschodnim, o stromych, nieznacznie rozczłonkowanych stokach. Obecnie cała zalesiona.
Na szczycie Rotundy znajduje się cmentarz wojenny nr 51 z I wojny światowej, a u stóp działa studencka baza namiotowa w Regietowie prowadzona przez Studenckie Koło Przewodników Beskidzkich w Warszawie (SKPB Warszawa). Staraniem członków i sympatyków SKPB Warszawa, cmentarz w ostatnich latach został w dużym stopniu wyremontowany. Obecnie Rotunda jest dobrze dostępna, gdyż w roku 2000 poprowadzono przez szczyt Główny Szlak Beskidzki, który wcześniej biegł jej północnymi stokami.
Piesze szlaki turystyczne:
- Regietów – Rotunda (771 m) – Zdynia (Ług) (Główny Szlak Beskidzki)
- Regietów – Rotunda (771 m) – Zdynia (Ług) (szlak cmentarny poprowadzony tak jak szlak czerwony)